# Istiblennius
Istiblennius es un género de peces de la familia de los blénidos en el orden de los Perciformes.

## Especies
Existen las siguientes especies en este género:
- Istiblennius bellus (Günther, 1861)
- Istiblennius colei (Herre, 1934)
- Istiblennius dussumieri (Valenciennes, 1836)
- Istiblennius edentulus (Forster y Schneider, 1801)
- Istiblennius flaviumbrinus (Rüppell, 1830)
- Istiblennius lineatus (Valenciennes, 1836)
- Istiblennius meleagris (Valenciennes, 1836)
- Istiblennius muelleri (Klunzinger, 1879)
- Istiblennius pox (Springer y Williams, 1994)
- Istiblennius rivulatus (Rüppell, 1830)
- Istiblennius spilotus (Springer y Williams, 1994)
- Istiblennius steindachneri (Pfeffer, 1893)
- Istiblennius unicolor (Rüppell, 1838)
- Istiblennius zebra (Vaillant y Sauvage, 1875)